# Anton Jaumann

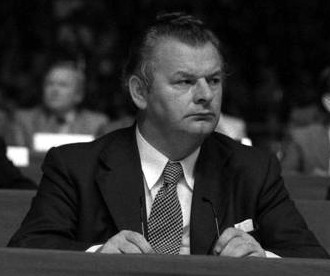
Anton Jaumann, 1976

Anton Jaumann (* 5. Dezember 1927 in Belzheim; † 23. Januar 1994 in München) war ein deutscher Jurist und Politiker der CSU.

## Leben
Nach dem Besuch der Volksschule, des Progymnasiums Oettingen und des Realgymnasiums in Nördlingen wurde Jaumann zum Reichsarbeitsdienst und zur Wehrmacht einberufen. Nach Kriegsdienst und Gefangenschaft legte er im Jahre 1948 das Abitur ab. Jaumann wollte zunächst Priester werden und studierte Theologie in Dillingen, wechselte dann aber nach Würzburg, studierte Volkswirtschaft und Rechtswissenschaft und führte von 1957 bis 1966 eine eigene Anwaltskanzlei in München. Von 1958 bis 1963 war er zugleich Geschäftsführer des Landesverbandes des Bayerischen Groß- und Außenhandels.
Von 1958 bis 1990 war Anton Jaumann Mitglied des Bayerischen Landtags. 1963 bis 1967 nahm er auch das Amt des Generalsekretärs der CSU wahr. Vom 5. Dezember 1966 bis 8. Dezember 1970 war er Staatssekretär im Staatsministerium der Finanzen, danach bis zum 3. Juni 1988 Bayerischer Staatsminister für Wirtschaft und Verkehr. In seine Amtszeit als Verkehrsminister fielen die Planfeststellungsverfahren sowie der Baubeginn des Flughafens München.
Er war ein Verfechter der Ökumene. Die ersten Rieser Kulturtage (sie entstanden auf Initiative von Jaumann) wurden 1976 in der geschichtsträchtigen Auhausener Klosterkirche mit dem ersten in Bayern von zwei Bischöfen gefeierten ökumenischen Gottesdienst eröffnet. Mit den Konzelebranten Josef Stimpfle, katholischer Bischof von Augsburg, und Johannes Hanselmann, evangelischer Landesbischof von Bayern, war Jaumann jahrzehntelang freundschaftlich verbunden; beide Bischöfe stammten aus dem konfessionell gespaltenen Ries.
Jaumann errichtete in seinem Heimatort Belzheim eine Antoniuskapelle und setzte sich für die Renovierung der vom Verfall bedrohten Pfarrkirche „St. Michael“ ein.

## Auszeichnungen
- Bayerischer Verdienstorden, verliehen am 2. April 1968
- Verdienstkreuz am Bande (1967)
- Bundesverdienstkreuz 1. Klasse (1969)
- Bayerischer Bierorden (1979)
- Großes Bundesverdienstkreuz (1973) mit Stern (1976) und Schulterband (1981)
- Großes Goldenes Ehrenzeichen mit dem Stern für Verdienste um die Republik Österreich (1982)
- Silvesterorden
- Deutscher Mittelstandspreis, Bonn (1984)
- Ehrensenator der Universität Augsburg, verliehen 1986
- Ehrenbürger der Gemeinde Ehingen am Ries, wohin sein Geburtsort Belzheim 1978 eingemeindet wurde
- Ehrenbürger der Städte Nördlingen und Oettingen sowie der Gemeinden Mönchsdeggingen, Asbach-Bäumenheim, Wemding und Amerdingen
- Benennung der Anton-Jaumann-Realschule in Wemding, Landkreis Donau-Ries
- Benennung des Innovationspreises der Jungen Union Schwaben, der alle zwei verliehen wird und mit 1500 Euro Preisgeld verbunden ist, als Anton-Jaumann-Innovationspreis (seit 2010 wird zusätzlich ein Sonderpreis Handwerk vergeben).
- Träger des Rieser Heimatpreises, verliehen 1993

## Stiftung
Die Stiftung „Anton Jaumann“ zur Pflege der Kirchenmusik wurde entsprechend seinem Wunsch durch seine Witwe Margarete Jaumann 1997 gegründet. Sie unterstützt Chöre und Ensembles beider Konfessionen.